# Barańczyce Małe
Barańczyce Małe (ukr. Малі Баранівці) – wieś na Ukrainie w rejonie samborskim obwodu lwowskiego.

## Historia
Wieś, położona w powiecie przemyskim, była własnością Jana Petranowskiego, została spustoszona w czasie najazdu tatarskiego w 1672 roku. Pod koniec XIX w. przysiółek wsi Barańczyce w powiecie samborskim.